# Marcus Iunius Pennus (Volkstribun)
Marcus Iunius Pennus (* vor 153 v. Chr.; † kurz nach etwa 118 v. Chr.) war ein Mitglied des römischen Plebejergeschlechts der Iunier und 126 v. Chr. Volkstribun.

## Leben
Marcus Iunius Pennus war der Sohn des gleichnamigen Konsuls von 167 v. Chr. und um einige Jahre älter als sein politischer Gegner Gaius Sempronius Gracchus, dessen Geburtsjahr 153 v. Chr. feststeht.
126 v. Chr. amtierte Pennus als Volkstribun und erreichte in dieser Eigenschaft die Verabschiedung eines Gesetzes, das den politischen Einfluss des damals als Quästor auf Sardinien weilenden Gaius Gracchus mindern sollte. Es schrieb die Ausweisung aller Nichtbürger aus Rom vor, unter denen Gaius Gracchus viele Gefolgsleute hatte.
Einige Jahre später, vielleicht 119 oder 118 v. Chr., wurde Pennus Ädil, starb aber bald danach, so dass er keine höheren Ämter des cursus honorum mehr erreichen konnte.